# Roberto Lauderdale
Roberto Lauderdale Navarro (ur. 18 maja 1981) – meksykański bobsleista. Uczestnik Zimowych Igrzysk Olimpijskich w Salt Lake City, gdzie wraz z Roberto Tamésem zajął 35. miejsce na 37, które dotarły do mety.